# Fritigerno
Fritigerno ou Fridigerno (em latim: Fritigernus)[a] foi um líder tervíngio do século IV, ativo na fronteira romana do Danúbio e províncias dos Bálcãs no reinado dos imperadores Valente (r. 364–378) e Teodósio I (r. 378–395). Rival do juiz tervíngio Atanarico, não aceitou a perseguição aos cristãos realizada por ele e confrontou-o numa guerra civil. A cronologia dessa guerra civil é desconhecida, mas sabe-se que Fritigerno foi auxiliado pelo imperador Valente e o exército coligado foi capaz de derrotar Atanarico.
Em 376, devido a pressão militar imposta pela chegada dos hunos à porção sul do mar Negro, bem como a migração dos grutungos, Fritigerno iniciou negociações para assentar os tervíngios em solo imperial. Valente concedeu permissão para que os tervíngios sob seu comando e sob comando de Alavivo fossem assentados na Mésia Secunda, porém devido aos maus-tratos dos oficiais Lupicino e Máximo, uma guerra eclodiu entre romanos e godos, culminando na morte de Valente na Batalha de Adrianópolis em 378.

## Vida

### Origens e migração

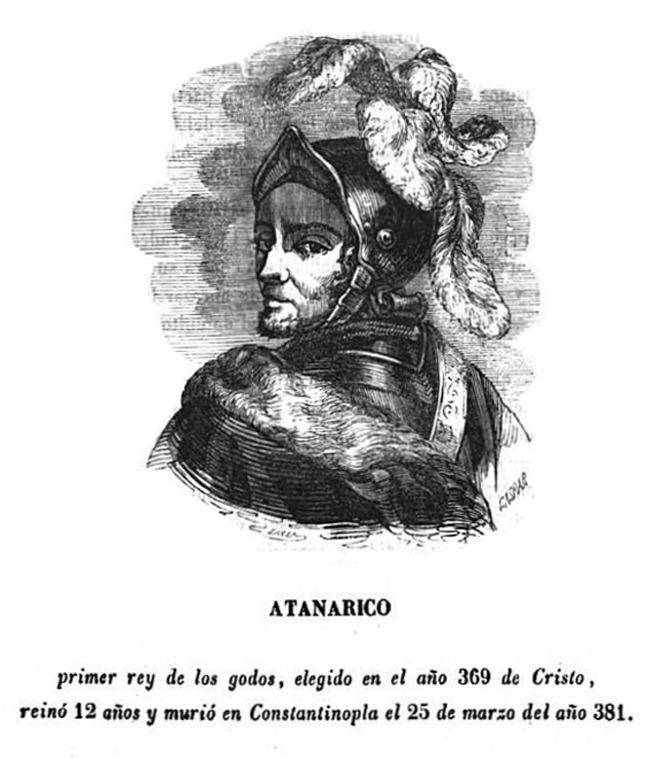
Retrato de Atanarico segundo o livro de 1782 Retratos dos Reis de Espanha desde Atanarico até nosso monarca católico Dom Carlos III

As origens e infância de Fritigerno são desconhecidas. Aparece pela primeira vez no final da década de 360, no contexto das lutas entre o juiz tervíngio Atanarico e a porção oriental do Império Romano sob o imperador Valente (r. 364–378). Nessa época Fritigerno emergiu como seu rival e advogado da política pró-romana e pró-cristã, uma vez que, segundo o historiador Sozômeno, era cristão e, portanto, opôs-se à perseguição deflagrada contra os cristãos sob Atanarico. O historiador Luis A. Garcia Moreno sugeriu, com base na onomástica de seu nome, que provavelmente Fritigerno pertencia a um ramo cadete da dinastia dos Baltos, quiçá podendo explicar seu conflito com Atanarico.[b]
Fritigerno possuía estatuto de rei (em gótico:  reiks) ou duque (em latim: dux) e como tal era um comandante militar com estatuto para realizar conversações diplomáticas com outros nobres góticos e com o imperador. Sua base de poder era centrada nessa época no kuni[c] situado a oeste do rio Prute. É impossível precisar a data dos eventos da guerra civil resultante com as fontes sobreviventes, mas Ian Hughs estima que Fritigerno foi derrotado em batalha em 372, impelindo-o a solicitar ajuda militar de Valente. O imperador atendeu ao pedido e em retribuição o godo converteu-se com seus seguidores, pagãos e cristãos, ao arianismo. Os aliados venceram  e aparentemente a guerra foi concluída antes dos hunos chegarem em 375/376.
Em meados dos anos 370, as invasões hunas desencadearam novos distúrbios entre os tervíngios, com os invasores pressionando-os militarmente e obrigando os grutungos, outro ramo dos godos, a dirigirem-se à fronteira tervíngia. Apesar de sua derrota na guerra civil, Atanarico ainda era comandante da maior parte dos tervíngios e reuniu um exército para confrontar os invasores. Utilizando-se disso, Fritigerno se recusou a enviar reforços para a expedição. Isso levaria à derrota das forças de Atanarico, que foram forçadas a se retirar à Caucalândia, ao passo que gerou uma crise decorrente da devastação huna. A desolação seria também agravada pela devastação consequente dos conflitos anteriores.

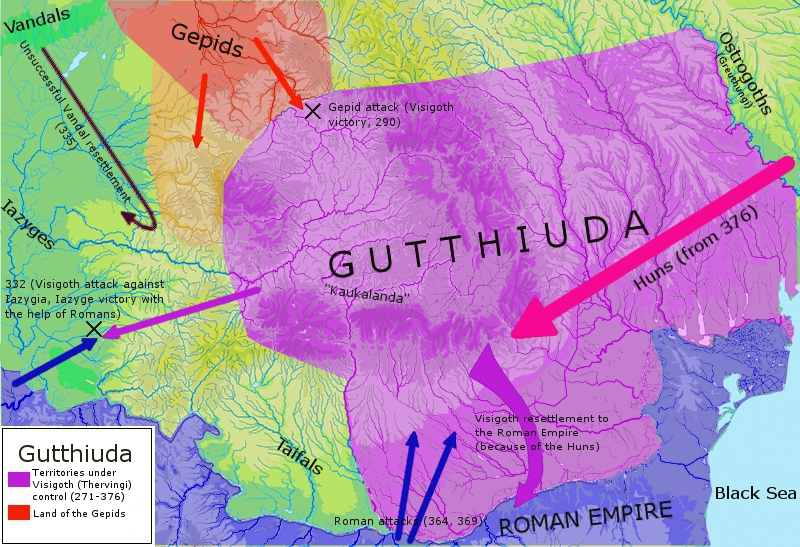
Panorama político do Danúbio Inferior no século IV. As incursões hunas resultaram na migração dos tervíngios em direção à fronteira romana no Danúbio e sua posterior inserção em solo romano

No verão de 376, Fritigerno persuadiu muitos dos seguidores de Atanarico a abandoná-lo e então propôs aos tervíngios que solicitassem ajuda aos romanos. Alavivo, outro nobre tervíngio, é mencionado nas fontes como líder da negociação, possivelmente por possuir um estatuto aristocrático maior. Ele conseguiu a permissão de Valente para assentarem-se no império, segundo Amiano Marcelino, como deditícios ("suplicantes" ou "rendidos"),[d] porém não antes de assegurar que seu povo seria inteiramente convertido ao arianismo antes de cruzar o Danúbio.
Segundo a resposta de Valente, que à época estava estacionado em Antioquia, os godos seriam assentados na Mésia Secunda e Dácia Ripense e receberiam assistência romana durante a migração através do rio e antes de tornarem-se autossuficientes e serem capazes de prover seu próprio sustento. Por estar em guerra com o Império Sassânida, Valente esperava poder recrutar boa parte dos tervíngios como soldados para fortificar as cidades orientais, bem como esperava que os demais seriam assentados como fazendeiros e então pagariam impostos. O plano, contudo, acabou frustrado.
Os imigrantes atravessaram próximo de Durostoro (atual Silistra, na Bulgária) e seu número excedeu a quantidade prevista,[e] tornando insuficiente os suprimentos recolhidos (DeVries sugere suprimentos para 50 mil pessoas), situação agravada pela demora de quase dois meses para a chegada da resposta imperial do Oriente. Outrossim, tirando proveito da consequente fome sentida pelos recém-chegados, os oficiais romanos Lupicino e Máximo conseguiram muito dinheiro com a venda de miúdas porções de alimentos e carcaças de cachorros pelo preço da escravização de crianças tervíngias, inclusive aquelas de origem nobre.

### Revolta

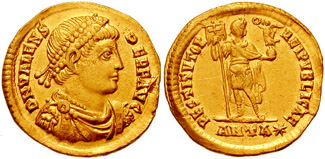
Soldo do imperador Valente r.

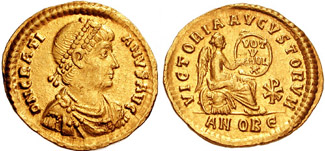
Soldo de Graciano r.

Como forma de controlar os contingentes tervíngios inquietos, Lupicino ordenou que as tropas da Trácia escoltassem os imigrantes para um acampamento nas cercanias de Marcianópolis. Utilizando-se disso, os taifalos da Valáquia uniram-se aos grutungos de Farnóbio para tentarem forçar passagem pelo Danúbio, mas acabariam derrotados pelo general Frigérido. Outro grupo grutungo liderado por Alateu e Safrax, os regentes do rei infante Viderico, também aproveitou-se da conjuntura e entrou em contato com Fritigerno, que segundo Marcelino alegadamente atrasou a marcha para permitir o encontro; Ian Hughs desconsiderou essa afirmação, alegando que o atraso deveu-se à enorme quantidade de famílias, o que incluiria crianças e idosos. Em Marcianópolis, provavelmente no outono de 376 ou inverno de 376/377, Lupicino convocou os reis (em latim: reges; como Marcelino estiliza-os) Fritigerno e Alavivo para um banquete reconciliatório. Durante a reunião, um grupo de godos famintos atacou as proximidades do assentamento e o oficial romano, interpretando como golpe, mandou que seus homens matarem os guardas dos líderes tervíngios. Para Jordanes, Alavivo foi morto em meio à confusão enquanto Fritigerno escapava; para Marcelino, Fritigerno convenceu Lupicino a deixá-lo ir sob pretexto de poder acalmar seu povo.
Fritigerno formou exército com o qual começou a saquear vilas e fazendas próximas à cidade e incendiou tudo em seu caminho. No começo de 377, Lupicino reuniu todas as tropas disponíveis para suprimir a revolta, mas foi severamente derrotado pelos rebeldes a 14 quilômetros do acampamento em Marcianópolis, quase custando sua vida e destruindo o exército provincial trácio inteiro. Isso abriu caminho para a depredação das províncias balcânicas sem oposição pelos meses consecutivos e motivou os mineiros trácios, os romanos subalternos sobretaxados e os escravos de origem goda a unirem-se à revolta, bem como um destacamento romano de origem tervíngia liderado por Colias e Suérido que realizou um cerco malsucedido contra Adrianópolis. Apesar disso, Ian Hughs afirmou que o pequeno número de tervíngios registrados como batalhando ao lado dos rebeldes nas batalhas posteriores é fruto duma cisão, provavelmente decorrente pelo receio de que seu líder por parte dos godos, que no passado foi pró-romano e, na mentalidade de alguns líderes tribais, poderia estar envolvido no assassinato de Alavivo em Marcianópolis.

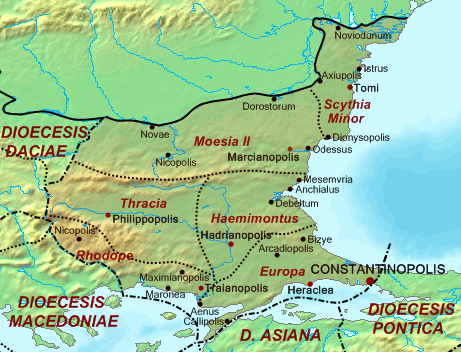
Diocese da Trácia ca. 400, o palco do conflito com os tervíngios de Fritigerno

Os rebeldes novamente enfrentariam os romanos na Batalha nos Salgueiros, quando derrotaram um exército conjunto do Oriente e Ocidente. Apesar desta nova vitória, Fritigerno viu-se numa situação delicada, pois os romanos com sucesso cortaram as rotas de suprimentos dos tervíngios pelos passos montanhosos no triângulo entre o Danúbio, os Bálcãs e o mar Negro. Neste cenário crítico, conseguiu convencer os grutungos de Alateu e Safrax a unirem-se à causa tervíngia e firmou uma aliança com contingentes hunos e alanos sob promessa de butim. Ademais, no inverno de 377/378, fortificou a Porta de Trajano, próximo de Sérdica (atual Sófia) e Filipópolis (atual Plovdiv), para deter as investidas imperiais.
Nos meses subsequentes, ambos os lados continuaram realizando ações militares na Trácia e províncias vizinhas. Em junho de 378, um destacamento gótico foi obrigado a retroceder perante a pressão romana, um fato acelerado pela reconvocação das tropas por Fritigerno, que estava estabelecendo nova base em Cábila. Ao longo de 378, Valente e o imperador ocidental Graciano (r. 367–383) reuniram um exército de infantaria e cavalaria de 30 a 40 mil soldados para lidar com a ameaça. Valente, contudo, não quis esperar Graciano para que ambos liderassem suas forças e se recusou a atender os esforços de paz de Fritigerno.

### Batalha de Adrianópolis e rescaldo

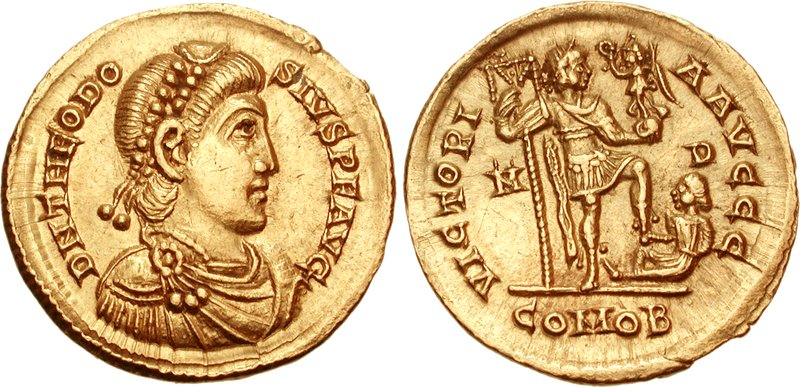
Soldo de r.

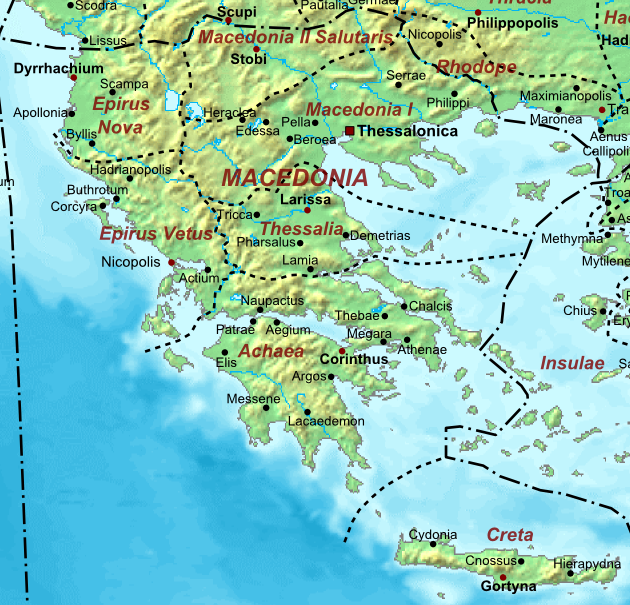
Diocese da Macedônia ca. 400

Em 9 de agosto, Valente encontrou-se com os godos em Adrianópolis. Fritigerno enviou-lhe um presbítero como emissário na tentativa de firmar a paz.[f] Segundo Amiano Marcelino, neste infrutífero encontro foram entregues ao imperador duas cartas, a primeira repetindo os termos do acordo de 376 entre o governo imperial e os imigrantes góticos, e a segunda sugerindo uma estratégia contra os grupos antirromanos ao propor seu reconhecimento por Valente como "rei sócio e amigo" (em latim: rex socius et amicus). Peter Heather sugeriu que Fritigerno pretendia conseguir compromisso imperial no qual tornar-se-ia líder único de todos os imigrantes godos (grutungos e tervíngios), marginalizando Alateu e Safrax e seus rivais tervíngios no processo.
Com o fim das negociações deu-se início uma batalha desastrosa para os romanos, que custou a vida do imperador e vários oficiais e generais, bem como destruiu ⅔ do exército reunido. Apesar de sua esmagadora vitória, Fritigerno foi incapaz de aproveitar-se da situação e gradualmente perdeu relevância no cenário geral. No rescaldo da batalha, o líder gótico enfrentou divisões dentre os soldados em suas fileiras e não pôde deter os raides realizados pelos godos para obtenção de pilhagem. Aproveitando-se da vitória em Adrianópolis, os godos sitiaram a cidade e depois disso dirigiram-se para Constantinopla, que também foi atacada, mas foram repelidos em ambas.
Os romanos, agora sob comando conjunto de Graciano e Teodósio I (r. 378–395), tomaram medidas para evitar a destruição gótica em curso como, por exemplo, a execução do efetivo gótico presente nas fileiras romanas da Ásia Menor e a admissão dos partidários de Atanarico. Em resposta a isso, os godos se voltaram para Fritigerno, que teve seus poderes aumentados e então coordenou novos ataques contra o Império Romano. Em 380, ele moveu-se para sul pelo segmento Morava-Vardar em direção a Salonica, onde travou nova batalha contra o exército imperial, e as províncias de Macedônia I e Tessália, onde conseguiu moderado tributo das cidades locais. Conseguiu derrotar um exército recrutado por Teodósio, obrigando-o a se dirigir para Sirmio, enquanto também teria feito incursões tão longe quanto o Epiro Novo e Acaia. Além disso, Fritigerno foi capaz de arquitetar uma conspiração que provocaria o exílio de Atanarico.
A despeito dessa atitude retaliadora, Fritigerno novamente desaparece das fontes pelos anos subsequentes, sendo presumível supor que esta omissão tenha sido reflexo da ação romana. Apesar de serem militarmente incapazes de derrotá-lo completamente, os romanos souberam utilizar seu poderio para mantê-lo na defensiva e sua habilidade diplomática para reafirmar Atanarico como soberano dos godos e amigo imperial ao reconvocá-lo em 381, quando foi recebido pessoalmente por Teodósio diante de Constantinopla em 11 de janeiro e então sepultado ricamente após sua morte em 25 de janeiro. Em 3 de outubro de 382, quando romanos e godos assinam um tratado que formaliza a permanência dos últimos nas terras imperiais e o fim da guerra, Fritigerno não é mencionado. Peter Heather considerou que essa ausência deveu-se a seu falecimento em algum combate após os eventos de Adrianópolis e antes da assinatura do tratado ou então pode ter sido uma exigência imperial, que pretendia com isso obrigar os godos a escolher um novo líder. Thomas S. Burns considerou que Fritigerno já estivesse morto desde 380.

## Legado

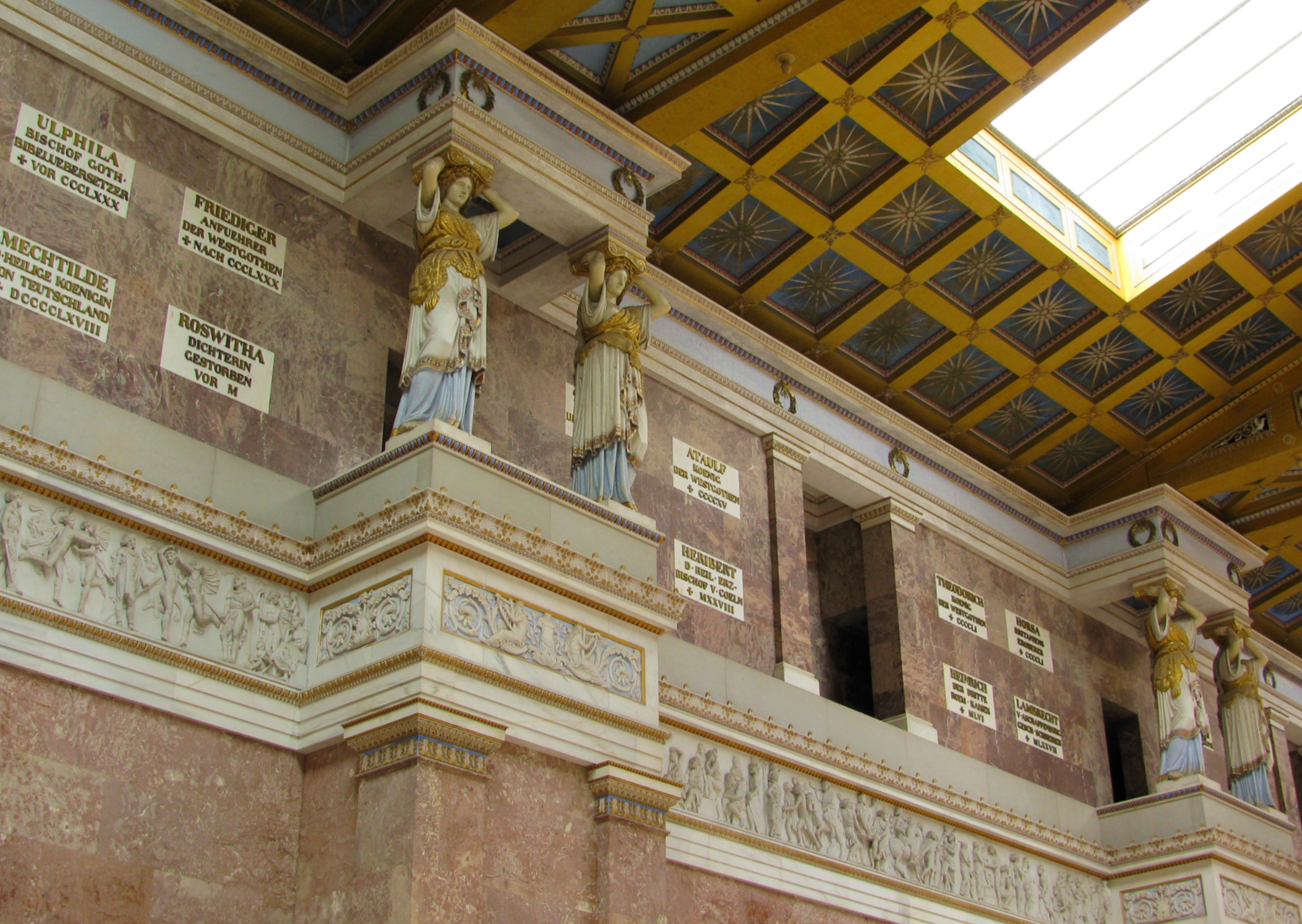
Interior do Templo de Valhala. A placa de Fritigerno é a segunda no canto superior esquerdo

O oficial e cronista romano Amiano Marcelino mencionou várias vezes Fritigerno no volume 31 de sua obra Os Feitos; ele ficou consideravelmente impressionado com a desenvoltura que o comandante godo mostrou quando escapou da ameaça de cativeiro romano durante o banquete realizado em Marcianópolis, bem como notou que era "habilidoso em adivinhar o futuro e desconfiar de uma luta duvidosa". Na Gética de Jordanes, por sua vez, Fritigerno é retratado lutando bravamente para conseguir fugir da sala do banquete e então juntar-se a seu povo.
Quando o romantismo nacional alemão floresceu no século XIX, Fritigerno foi um dos primeiros germânicos homenageados no pomposo Templo de Valhala erguido pelo rei da Baviera Luís I (r. 1825–1848) próximo de Ratisbona. Sua placa memorial (na qual aparece em alemão como Friediger) é a sétima dum total de 64. O historiador moderno Paul Chrystal avaliou-o como líder cauteloso e carismático que, do ponto de vista do estilo militar, assemelhou-se ao general romano Fábio Máximo.
Com a morte de Alavivo em Marcianópolis, Fritigerno adquiriu o comando supremo dos godos admitidos no Império Romano. Para Herwig Wolfram, nestas condições, ele "foi dux [duque] tribal no sentido verdadeiro da palavra, líder do exército 'que governou no lugar dum rei'. Nunca foi juiz gótico nem mesmo tornou-se rei monárquico, mesmo embora sua posição fosse claramente estágio preliminar de realeza militar". Thomas S. Burns, mesmo embora carecendo de uma comprovação nas fontes disponíveis, considerou que, em decorrência de seus sucessos militares e diplomáticos, Fritigerno teria sido elevado por seu povo como juiz, independente do fato de Atanarico ainda estar vivo.